# 難波貴司
難波 貴司（なんば たかし、1965年4月19日 - ）は、元アマチュア野球選手・指導者である。ポジションは外野手。父は元巨人の難波昭二郎。

## 来歴・人物
大阪府高槻市出身。堀越高等学校卒業後には東海大学に入学する。同期に荻原満、佐藤真一がいた。
大学卒業後は社会人野球の日本通運に入社。都市対抗と日本選手権に計7回出場した。また、1993年に社会人ベストナインに選出された。1995年に現役引退。
その後は1999年まで日本通運のヘッドコーチを務めた後美容業界に転職する一方で複数のチームで臨時コーチを歴任した後、2016年から2019年に明治学院大学の監督を経て、2020年12月よりエイジェックの監督を務めている。